# Oesterdeichstrich
Oesterdeichstrich ist eine Gemeinde im Kreis Dithmarschen in Schleswig-Holstein.

## Geografie

### Lage
Oesterdeichstrich liegt direkt an dem Deich, mit dem 1585 die damalige Insel Büsum mit dem Festland verbunden wurde. In dem ländlich geprägten Gebiet leben etwa 100 Vogelarten.

### Nachbargemeinden
Nachbargemeinden sind im Uhrzeigersinn im Norden beginnend die Gemeinden Reinsbüttel, Friedrichsgabekoog, Warwerort, Büsumer Deichhausen, Westerdeichstrich und Hedwigenkoog (alle im Kreis Dithmarschen).

## Geschichte
Am 1. April 1934 wurde die Kirchspielslandgemeinde Büsum aufgelöst. Alle ihre Dorfschaften, Dorfgemeinden und Bauerschaften wurden zu selbständigen Gemeinden/Landgemeinden, so auch Oesterdeichstrich.

## Politik

### Gemeindevertretung
Bei der Kommunalwahl am 14. Mai 2023 wurden insgesamt neun Sitze vergeben. Diese fielen alle an die Wählergemeinschaft Oesterdeichstrich. Die Wahlbeteiligung betrug 45,9 %.

## Wirtschaft und Infrastruktur

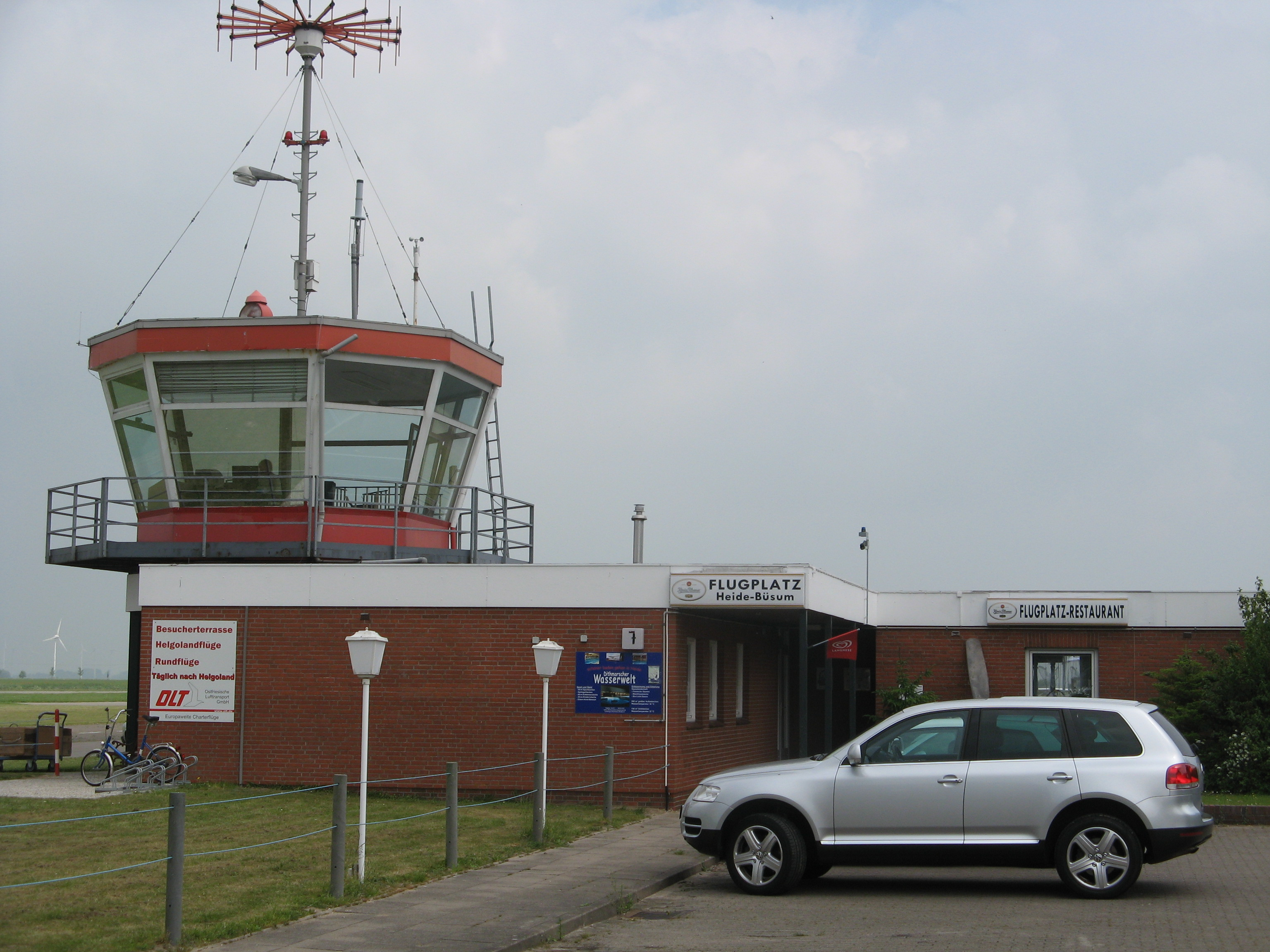
Tower und Hauptgebäude des Flughafens Heide-Büsum

Die Bundesstraße 203 zwischen Heide und Büsum geht direkt durch das Dorf.
Auf dem Gemeindegelände liegt der Flugplatz Heide-Büsum.